# Giải thưởng điện ảnh Daejong
Giải thưởng điện ảnh Daejong (tiếng Hàn: 대종상 영화제; Romaja: Daejongsang Yeonghwajae), là lễ trao giải hàng năm do Hiệp hội Điện ảnh Hàn Quốc tổ chức dành cho những bộ phim xuất sắc ở Hàn Quốc.
Đây là một giải thưởng uy tín và lâu đời của điện ảnh Hàn Quốc, và thường được so sánh tương đương với Giải Oscar.

## Lịch sử
Giải thưởng điện ảnh Daejong được Bộ Văn hóa - Thông tin Hàn Quốc đăng cai tổ chức từ năm 1962. Giải bị gián đoạn trong hai năm 1969 và 1971, nhưng đã được tổ chức lại vào năm 1972 sau khi Hiệp hội Điện ảnh Hàn Quốc được thành lập nhằm nỗ lực kích thích ngành công nghiệp điện ảnh đang trì trệ lúc bấy giờ.

## Các tác phẩm, nghệ sĩ và tổ chức nhận giải

### Phim hay nhất
| Lần | Năm     | Tác Phẩm Đoạt Giải                   | Tên Tiếng Hàn             | Đạo Diễn        |
| --- | ------- | ------------------------------------ | ------------------------- | --------------- |
| 1   | 1962    | Prince Yeonsan                       | 연산군                    | Shin Sang-ok    |
| 2   | 1963    | The Memorial Gate for Virtuous Women | 열녀문                    | Shin Sang-ok    |
| 3   | 1964    | Kinship                              | 혈맥                      | Kim Soo-yong    |
| 4   | 1965    | Deaf Sam-yong                        | 벙어리 삼룡이             | Shin Sang-ok    |
| 5   | 1966    | The Sea Village                      | 갯마을                    | Kim Soo-yong    |
| 6   | 1967    | Coming Back                          | 귀로                      | Lee Man-hee     |
| 7   | 1968    | Prince Daewon                        | 대원군                    | Shin Sang-ok    |
| 8   | 1969    | Không có phim nhận giải              | -                         | -               |
| 9   | 1970    | Không có phim nhận giải              | -                         | -               |
| 10  | 1971    | Không có phim nhận giải              | -                         | -               |
| 11  | 1972    | Patriotic Martyr An Jung-gun         | 의사 안중근               | Joo Dong-jin    |
| 12  | 1973    | The General in Red Robes             | 홍의 장군                 | Lee Doo-yong    |
| 13  | 1974    | The Land                             | 토지                      | Kim Soo-yong    |
| 14  | 1975    | Flame                                | 불꽃                      | Yu Hyun-mok     |
| 15  | 1976    | Mother                               | 어머니                    | Im Won-shik     |
| 16  | 1977    | Diary of Korean-Japanese War         | 난중일기                  | Jang Il-ho      |
| 17  | 1978    | Police Story                         | 경찰관                    | Lee Doo-yong    |
| 18  | 1979    | The Hidden Hero                      | 깃발없는 기수             | Im Kwon-taek    |
| 19  | 1980    | Son of Man                           | 사람의 아들               | Yu Hyun-mok     |
| 20  | 1981    | Invited People                       | 초대받은 성웅들           | Choe Ha-won     |
| 21  | 1982    | Come Unto Down                       | 낮은 데로 임하소서        | Lee Jang-ho     |
| 22  | 1983    | Mulleya Mulleya                      | 여인잔혹사 물레야 물레야  | Lee Doo-yong    |
| 23  | 1984    | Adultery Tree                        | 자녀목                    | Chong Jin-u     |
| 24  | 1985    | The Mother                           | 어미                      | Park Chul-soo   |
| 25  | 1986    | Pillar of Mist                       | 안개기둥                  | Park Cheol-su   |
| 26  | 1987    | Diary of King Yeonsan                | 연산일기                  | Im Kwon-taek    |
| -   | 1988    | Giải thưởng không tổ chức            | -                         | -               |
| 27  | 1989    | Come Come Come Upward                | 아제아제 바라아제         | Im Kwon-taek    |
| 28  | 1990    | All That Falls Has Wings             | 추락하는 것은 날개가 있다 | Chang Gil-soo   |
| 29  | 1991    | Passion Portrait                     | 젊은날의 초상             | Kwak Ji-kyoon   |
| 30  | 1992    | Fly High Run Far                     | 개벽                      | Im Kwon-taek    |
| 31  | 1993    | Sopyonje                             | 서편제                    | Im Kwon-taek    |
| 32  | 1994    | The Story of Two Women               | 두 여자 이야기            | Lee Jung-gook   |
| 33  | 1995    | The Eternal Empire                   | 영원한 제국               | Park Jong-won   |
| 34  | 1996    | Henequen                             | 애니깽                    | Kim Ho-sun      |
| 35  | 1997    | The Contact                          | 접속                      | Chang Yoon-hyun |
| -   | 1998    | Giải thưởng không tổ chức            | -                         | -               |
| 36  | 1999    | Spring in My Hometown                | 아름다운 시절             | Lee Kwang-mo    |
| 37  | 2000    | Peppermint Candy                     | 박하사탕                  | Lee Chang-dong  |
| 38  | 2001    | Khu vực an ninh chung                | 공동경비구역JSA           | Park Chan-wook  |
| 39  | 2002    | Đường về nhà                         | 집으로                    | Lee Jeong-hyang |
| 40  | 2003    | Hồi ức kẻ sát nhân                   | 살인의 추억               | Bong Joon-ho    |
| 41  | 2004    | Xuân, hạ, thu, đông rồi lại xuân     | 봄여름가을겨울그리고봄    | Kim Ki-duk      |
| 42  | 2005    | Marathon                             | 말아톤                    | Jeong Yoon-chul |
| 43  | 2006    | Nhà vua và chàng hề                  | 왕의 남자                 | Lee Joon-ik     |
| 44  | 2007    | Family Ties                          | 가족의 탄생               | Kim Tae-yong    |
| 45  | 2008    | Kẻ săn đuổi                          | 추격자                    | Na Hong-jin     |
| 46  | 2009    | The Divine Weapon                    | 신기전                    | Kim Yoo-jin     |
| 47  | 2010    | Thi ca                               | 시                        | Lee Chang-dong  |
| 48  | 2011    | Mặt trận                             | 고지전                    | Jang Hoon       |
| 49  | 2012    | Masquerade                           | 광해:왕이 된 남자         | Choo Chang-min  |
| 50  | 2013    | The Face Reader                      | 관상                      | Han Jae-rim     |
| 51  | 2014    | Đại thủy chiến                       | 명량                      | Kim Han-min     |
| 52  | 2015    | Ode to My Father                     | 국제시장                  | Yoon Je-kyoon   |
| 53  | 2016    | Inside Men                           | 내부자들                  | Woo Min-ho      |
| 54  | 2017    | A Taxi Driver                        | 택시運轉士                | Jang Hoon       |
| 55  | 2018    | Burning                              | 버닝                      | Lee Chang-dong  |
| 56  | 2019    | Ký sinh trùng                        | 기생충                    | Bong Joon-ho    |
| 57  | 2020-21 | -                                    | -                         | -               |
| 58  | 2022    | Decision to Leave                    | 헤어질 결심               | Park Chan-wook  |

### Đạo diễn xuất sắc nhất
| Lần | Năm     | Người Đoạt Giải   | Tác Phẩm Đề Cử                                   |
| --- | ------- | ----------------- | ------------------------------------------------ |
| 1   | 1962    | Shin Sang-ok      | The Houseguest and My Mother                     |
| 2   | 1963    | Yu Hyun-mok       | Freely Given                                     |
| 3   | 1964    | Lee Man-hee       | The Marines Who Never Returned                   |
| 4   | 1965    | Shin Sang-ok      | Deaf Sam-yong                                    |
| 5   | 1966    | Yu Hyun-mok       | Martyr                                           |
| 6   | 1967    | Kim Soo-yong      | Mist                                             |
| 7   | 1968    | Shin Sang-ok      | Prince Daewon                                    |
| 8   | 1969    | -                 | -                                                |
| 9   | 1970    | -                 | -                                                |
| 10  | 1971    | Yu Hyun-mok       | Bun-Rye's Story                                  |
| 11  | 1972    | Shin Sang-ok      | Last Battle in Pyeongyang                        |
| 12  | 1973    | Choi Hun          | Narcissus                                        |
| 13  | 1974    | Kim Soo-yong      | The Land                                         |
| 14  | 1975    | Lee Man-hee       | The Road to Sampo                                |
| 15  | 1976    | Seol Tae-ho       | The Secret of Wonsan                             |
| 16  | 1977    | Choi In-hyeon     | Concentration                                    |
| 17  | 1978    | Im Kwon-taek      | The Genealogy                                    |
| 18  | 1979    | Jung Jin-woo      | I Saw the Wild Ginseng                           |
| 19  | 1980    | Lee Jang-ho       | A Fine, Windy Day                                |
| 20  | 1981    | Im Kwon-taek      | Mandala                                          |
| 21  | 1982    | Lee Jang-ho       | Take Care of the Weak and Poor or Come Unto Down |
| 22  | 1983    | Lee Doo-yong      | Mulleya Mulleya                                  |
| 23  | 1984    | Jung Jin-woo      | Adultery Tree                                    |
| 24  | 1985    | Bae Chang-ho      | Deep Blue Night                                  |
| 25  | 1986    | Im Kwon-taek      | Ticket                                           |
| 26  | 1987    | Im Kwon-taek      | Diary of King Yeonsan                            |
| -   | 1988    | No award was held | -                                                |
| 27  | 1989    | Kim Ho-sun        | Rainbow Over Seoul                               |
| 28  | 1990    | Chang Gil-soo     | All That Falls Has Wings                         |
| 29  | 1991    | Kwak Ji-kyoon     | Passion Portrait                                 |
| 30  | 1992    | Kim Ho-sun        | Death Song                                       |
| 31  | 1993    | Im Kwon-taek      | Sopyonje                                         |
| 32  | 1994    | Jang Sun-woo      | Passage to Buddha or The Avatamska Sutra         |
| 33  | 1995    | Park Jong-won     | The Eternal Empire                               |
| 34  | 1996    | Kim Ho-sun        | Henequen                                         |
| 35  | 1997    | Chung Ji-young    | Blackjack                                        |
| -   | 1998    | No award was held | -                                                |
| 36  | 1999    | Lee Kwang-mo      | Spring in My Hometown                            |
| 37  | 2000    | Lee Chang-dong    | Peppermint Candy                                 |
| 38  | 2001    | Han Ji-seung      | A Day                                            |
| 39  | 2002    | Song Hae-sung     | Failan                                           |
| 40  | 2003    | Bong Joon-ho      | Memories of Murder                               |
| 41  | 2004    | Park Chan-wook    | Oldboy                                           |
| 42  | 2005    | Song Hae-sung     | Rikidōzan                                        |
| 43  | 2006    | Lee Joon-ik       | King and the Clown                               |
| 44  | 2007    | Bong Joon-ho      | The Host                                         |
| 45  | 2008    | Na Hong-jin       | The Chaser                                       |
| 46  | 2009    | Kim Yong-hwa      | Take Off                                         |
| 47  | 2010    | Kang Woo-suk      | Moss                                             |
| 48  | 2011    | Kang Hyeong-cheol | Sunny                                            |
| 49  | 2012    | Choo Chang-min    | Masquerade                                       |
| 50  | 2013    | Han Jae-rim       | The Face Reader                                  |
| 51  | 2014    | Kim Seong-hun     | A Hard Day                                       |
| 52  | 2015    | Yoon Je-kyoon     | Ode to My Father                                 |
| 53  | 2016    | Woo Min-ho        | Inside Men                                       |
| 54  | 2017    | Lee Joon-ik       | Anarchist from Colony                            |
| 55  | 2018    | Jang Joon-hwan    | 1987: When the Day Comes                         |
| 56  | 2019    | Bong Joon-ho      | Ký sinh trùng                                    |
| 57  | 2020-21 | -                 | -                                                |
| 58  | 2022    | Byun Sung-hyun    | Kingmaker                                        |

### Nam diễn viên chính xuất sắc nhất
| Lần | Năm     | Người Đoạt Giải | Tác Phẩm Đề Cử                 |
| --- | ------- | --------------- | ------------------------------ |
| 36  | 1999    | Choi Min-sik    | Shiri                          |
| 37  | 2000    | Choi Min-soo    | Phantom: The Submarine         |
| 38  | 2001    | Song Kang-ho    | Joint Security Area            |
| 39  | 2002    | Sol Kyung-gu    | Public Enemy                   |
| 40  | 2003    | Song Kang-ho    | Hồi ức kẻ sát nhân             |
| 41  | 2004    | Choi Min-sik    | Oldboy                         |
| 42  | 2005    | Cho Seung-woo   | Marathon                       |
| 43  | 2006    | Kam Woo-sung    | Nhà vua và chàng hề            |
| 44  | 2007    | Ahn Sung-ki     | Radio Star                     |
| 45  | 2008    | Kim Yoon-seok   | The Chaser                     |
| 46  | 2009    | Kim Myung-min   | Closer to Heaven               |
| 47  | 2010    | Won Bin         | Người vô danh tính             |
| 48  | 2011    | Park Hae-il     | War of the Arrows              |
| 49  | 2012    | Lee Byung-hun   | Masquerade                     |
| 50  | 2013    | Ryu Seung-ryong | Điều kì diệu ở phòng giam số 7 |
| 50  | 2013    | Song Kang-ho    | The Face Reader                |
| 51  | 2014    | Choi Min-sik    | Đại thủy chiến                 |
| 52  | 2015    | Hwang Jung-min  | Ode to My Father               |
| 53  | 2016    | Lee Byung-hun   | Inside Men                     |
| 54  | 2017    | Sol Kyung-gu    | Cuộc chiến ngầm                |
| 55  | 2018    | Hwang Jung-min  | The Spy Gone North             |
| 55  | 2018    | Lee Sung-min    | The Spy Gone North             |
| 56  | 2019    | Lee Byung-hun   | Đại thảm hoạ núi Baekdu        |
| 57  | 2020-21 | -               | -                              |
| 58  | 2022    | Park Hae-il     | Quyết tâm chia tay             |

### Nữ diễn viên chính xuất sắc nhất
| Lần | Năm     | Người Đoạt Giải | Tác Phẩm Đề Cử             |
| --- | ------- | --------------- | -------------------------- |
| 36  | 1999    | Shim Eun-ha     | Art Museum by the Zoo      |
| 37  | 2000    | Jeon Do-yeon    | The Harmonium in My Memory |
| 38  | 2001    | Ko So-young     | A Day                      |
| 39  | 2002    | Jun Ji-hyun     | My Sassy Girl              |
| 40  | 2003    | Lee Mi-yeon     | Addicted                   |
| 41  | 2004    | Moon So-ri      | A Good Lawyer's Wife       |
| 42  | 2005    | Kim Hye-soo     | Hypnotized                 |
| 43  | 2006    | Jeon Do-yeon    | You Are My Sunshine        |
| 44  | 2007    | Kim Ah-joong    | 200 Pounds Beauty          |
| 45  | 2008    | Kim Yun-jin     | Seven Days                 |
| 46  | 2009    | Soo Ae          | Sunny                      |
| 47  | 2010    | Yoon Jeong-hee  | Thi ca                     |
| 48  | 2011    | Kim Ha-neul     | Blind                      |
| 49  | 2012    | Jo Min-su       | Pietà                      |
| 50  | 2013    | Uhm Jung-hwa    | Montage                    |
| 51  | 2014    | Son Ye-jin      | The Pirates                |
| 52  | 2015    | Jun Ji-hyun     | Sứ mệnh truy sát           |
| 53  | 2016    | Son Ye-jin      | The Last Princess          |
| 54  | 2017    | Choi Hee-seo    | Anarchist from Colony      |
| 55  | 2018    | Na Moon-hee     | Tiếng Anh là chuyện nhỏ    |
| 56  | 2019    | Jung Yu-mi      | Kim Ji-young 1982          |
| 57  | 2020-21 | -               | -                          |
| 58  | 2022    | Yum Jung-ah     | Life Is Beautiful          |

### Nam diễn viên phụ xuất sắc nhất
| Lần | Năm       | Người Đoạt Giải | Tác Phẩm Đề Cử          |
| --- | --------- | --------------- | ----------------------- |
| 36  | 1999      | Jung Jin-young  | A Promise               |
| 37  | 2000      | Joo Jin-mo      | Happy End               |
| 38  | 2001      | Jung Eun-pyo    | Kilimanjaro             |
| 39  | 2002      | Nakamura Tōru   | 2009 Lost Memories      |
| 40  | 2003      | Baek Yoon-sik   | Save the Green Planet!  |
| 41  | 2004      | Heo Joon-ho     | Silmido                 |
| 42  | 2005      | Hwang Jung-min  | A Bittersweet Life      |
| 43  | 2006      | Yoo Hae-jin     | King and the Clown      |
| 44  | 2007      | Kim Yoon-seok   | Tazza: The High Rollers |
| 45  | 2008      | Yoo Jun-sang    | Wide Awake              |
| 46  | 2009      | Jin Goo         | Mother                  |
| 47  | 2010      | Kim Hee-ra      | Poetry                  |
| 47  | 2010      | Song Sae-byeok  | The Servant             |
| 48  | 2011      | Jo Sung-ha      | The Yellow Sea          |
| 49  | 2012      | Ryu Seung-ryong | Masquerade              |
| 50  | 2013      | Jo Jung-suk     | The Face Reader         |
| 51  | 2014      | Yoo Hae-jin     | The Pirates             |
| 52  | 2015      | Oh Dal-su       | Ode to My Father        |
| 53  | 2016      | Uhm Tae-goo     | The Age of Shadows      |
| 54  | 2017      | Bae Seong-woo   | The King                |
| 55  | 2018      | Kim Joo-hyuk    | Believer                |
| 56  | 2019      | Jin Seon-kyu    | Extreme Job             |
| 57  | 2020/2021 | -               | -                       |
| 58  | 2022      | Byun Yo-han     | Hansan: Rising Dragon   |

### Nữ diễn viên phụ xuất sắc nhất
| Lần | Năm       | Người Đoạt Giải | Tác Phẩm Đề Cử                        |
| --- | --------- | --------------- | ------------------------------------- |
| 36  | 1999      | Kim Yun-jin     | Shiri                                 |
| 37  | 2000      | Lee Jae-eun     | Yellow Hair                           |
| 37  | 2000      | Ha Ji-won       | Truth Game                            |
| 38  | 2001      | Lee Eun-ju      | Virgin Stripped Bare by Her Bachelors |
| 39  | 2002      | Seo Won         | Bad Guy                               |
| 40  | 2003      | Son Ye-jin      | The Classic                           |
| 41  | 2004      | Moon Geun-young | My Little Bride                       |
| 42  | 2005      | Lee Chung-ah    | Temptation of Wolves                  |
| 43  | 2006      | Choo Ja-hyun    | Bloody Tie                            |
| 44  | 2007      | Jo Yi-jin       | Over the Border                       |
| 45  | 2008      | Han Ye-seul     | Miss Gold Digger                      |
| 46  | 2009      | Kim Kkot-bi     | Breathless                            |
| 47  | 2010      | Lee Min-jung    | Cyrano Agency                         |
| 48  | 2011      | Moon Chae-won   | War of the Arrows                     |
| 49  | 2012      | Kim Go-eun      | A Muse                                |
| 50  | 2013      | Seo Eun-ah      | Act                                   |
| 51  | 2014      | Lim Ji-yeon     | Obsessed                              |
| 52  | 2015      | Lee Yoo-young   | Late Spring                           |
| 53  | 2016      | Kim Hwan-hee    | The Wailing                           |
| 54  | 2017      | Choi Hee-seo    | Anarchist from Colony                 |
| 55  | 2018      | Kim Da-mi       | The Witch: Part 1. The Subversion     |
| 56  | 2019      | Jeon Yeo-been   | After My Death                        |
| 57  | 2020/2021 | -               | -                                     |
| 58  | 2022      | Kim Hye-yoon    | The Girl on a Bulldozer               |

### Nam diễn viên mới xuất sắc nhất
| Lần | Năm       | Người Đoạt Giải | Tác Phẩm Đề Cử            |
| --- | --------- | --------------- | ------------------------- |
| 36  | 1999      | Lee Sung-jae    | Art Museum by the Zoo     |
| 37  | 2000      | Sol Kyung-gu    | Peppermint Candy          |
| 38  | 2001      | Ryoo Seung-bum  | Die Bad                   |
| 39  | 2002      | Lee Jong-soo    | Kick the Moon             |
| 40  | 2003      | Kwon Sang-woo   | My Tutor Friend           |
| 41  | 2004      | Kim Rae-won     | My Little Bride           |
| 42  | 2005      | Go Soo          | Some                      |
| 43  | 2006      | Lee Joon-gi     | Nhà vua và chàng hề       |
| 44  | 2007      | Ryu Deok-hwan   | Like a Virgin             |
| 45  | 2008      | Daniel Henney   | My Father                 |
| 46  | 2009      | Kang Ji-hwan    | My Girlfriend Is an Agent |
| 47  | 2010      | Jung Woo        | Wish                      |
| 48  | 2011      | Lee Je-hoon     | Bleak Night               |
| 49  | 2012      | Kim Sung-kyun   | The Neighbor              |
| 50  | 2013      | Kim Soo-hyun    | Secretly, Greatly         |
| 51  | 2014      | Park Yoochun    | Haemoo                    |
| 52  | 2015      | Lee Min-ho      | Gangnam Blues             |
| 53  | 2016      | Jung Ga-ram     | 4th Place                 |
| 54  | 2017      | Park Seo-joon   | Midnight Runners          |
| 55  | 2018      | Lee Ga-sub      | The Seeds of Violence     |
| 56  | 2019      | Jung Hae-in     | Tune in for Love          |
| 57  | 2020/2021 | -               | -                         |
| 58  | 2022      | Mu Jin-sung     | Perhaps Love              |